# Johann IV. Droste zu Hülshoff
Johann IV. Droste zu Hülshoff (* vor 1381; † 1446) war ein Ritter, Ratsherr, Bürgermeister der Stadt Münster und Großgrundbesitzer. 1417 erwarb er Burg Hülshoff, die für fast 600 Jahre in den Besitz seiner Familie kam, welche sich ab dieser Zeit Droste zu Hülshoff nennt.

## Leben

### Herkunft und Familie
Johann IV. war der älteste Sohn von Alhard I. von Deckenbrock und Christina von Cleyhorst in der 8. bekannten Generation seiner Familie. Seine jüngeren Brüder Everwin und Diederich (Dietrich) wurden Domherren in Münster; der jüngste Bruder Alhard heiratete, ohne dass Nachkommen bekannt sind. Johann IV. heiratete Wobelia von Travelmann, die ebenfalls aus einer Erbmänner-Familie kam, die in der Hanse bereits im 14. Jahrhundert bedeutend war und u. a. den Lübecker Bürgermeister Gottfried Travelmann hervorgebracht hatte. Sie hatten fünf Kinder, die Söhne Johann V., Egbert, Alhard II. sowie die Töchter Kunigunde, Gerburgis und Margaretha, verheiratet mit Bernhard von Kerckerinck zu Giesking und Stapel (* 1462; † 1538).

### Kriegsdienste als Ritter
Als junger Knappe musste Johann IV. 1381 und als Ritter 1399 mit dem Bischof von Münster in Fehden ziehen, er war auch Vasall der Herzöge von Berg und der Grafen von Ravensberg.

### Ratsherr und Bürgermeister von Münster
Johann IV. war Ratsherr in Münster und wurde, wie sein Großvater Johann III. von Deckenbrock, 1402, 1421 und 1431 zum Bürgermeister gewählt. Zu dieser Zeit erzielte die reiche Hansestadt noch Machtgewinne von ihren Landesherren, den Bischöfen von Münster, welche die Respektierung der Rechte der Stadt beschwören mussten.

### Erbe
1402 wurde Johann IV. von Bischof Otto IV. von Hoya mit den Besitzungen seines Vaters in Everswinkel, Handorf, Telgte und Freckenhorst belehnt. Er war auch Besitzer eines Oberhofs Varwecke bei Havixbeck und zahlreicher anderer Besitzungen im Münsterland. Von seiner Mutter hatte er u. a. den Hof Spielbrink in Handorf (Münster) und den Leussinghof in Billerbeck geerbt, mit denen ihn der Bischof um 1400 und 1426 belehnte. Der Hof Spielbrink, ein alter Besitz der Herren von Handorf, danach der Erbmännerfamilie Cleyhorst, war nur mit einem Fischerhäuschen bebaut; andererseits haben zu dem Besitz auch die Höfe „Lengerkes“ Erbe in Dorbaum mit der damals für die Fürstbischöfe strategisch wichtigen mittelalterlichen Wallburg Haskenau am Zusammenfluss der Werse mit der Ems gehört. In Urkunden der Familie ist von einer Burg Handorf die Rede, was sich wahrscheinlich auf die Haskenau bezog.

### Erwerb von Burg Hülshoff
Johann IV. selbst hat bedeutend zur Vermehrung des Grundvermögens beigetragen. Betroffen von der schleichenden Entmachtung der Erbmännerfamilien in der Stadt durch die Gilden erwarb Johann IV. 1414 zunächst eine Parzelle vom Hülshove, heute der nördliche Teil des Schlossparks. 1417 kaufte er von seiner entfernten Verwandten Jutta von Schonebeck (Adelsgeschlecht)  auch das Haus Tor Kulen, urkundlich bereits 1347 erwähnt, und den Oberhof Hülshoff. Den Urkunden zufolge stand auf einer Insel im damals noch kleineren Hausteich nur ein Haus mit dicken Mauern. Im Erdgeschoss befand sich, wohl schon seit dieser Zeit, ein ungeheuer großer Rittersaal mit gotischen Fenstern und daneben eine ebenso große Küche mit einem kolossalen Herd. In der Küche standen immer drei lange Tische, von welchen der eine Herrentisch genannt wurde, der zweite Reisigentisch und der dritte der Bauleutetisch. Auch die „Herrschaft“ hielt sich abends dorf auf. Neben der Küche gab es ein Kabinett mit einem Erker. All das ist durch einen Umbau im 18. Jahrhundert verschwunden. Die heutige Vorburg hatte einen Graben im südlichen Bereich, wo sich damals der Zugang befand. Die Familie nutzte die Burg zunächst als Landsitz, vor allem in den Sommermonaten. Johann IV. nahm als Erster den Namen Droste zu Hülshoff an, auch wenn er noch ganz überwiegend in der Stadt lebte.

### Nachfolge auf den Gütern
Anders als in späteren Jahrhunderten üblich, vererbte Johann IV. seine sehr ausgedehnten Besitzungen nicht als sog. Majorat geschlossen an den ältesten Sohn, sondern teilte sie auf seine drei Söhne auf: Während sein jüngerer Sohn Johann V. Droste zu Hülshoff sein Nachfolger auf Burg Hülshoff wurde, wurde der ältere Sohn Alhard II. über seinen Sohn Everwin II. von Droste zu Handorf der Stammvater der teilweise bis ins 18. Jahrhundert reichenden Nebenlinien der Droste zu Handorf, zu Uhlenbrock, zu Möllenbeck, zu Hofe, zu Klotinghoff und (ausgehend von den Droste zu Uhlenbrock) in Danzig und Königsberg sowie (ausgehend von den Droste zu Möllenbeck) den Droste zu Zützen (Lausitz). Egbert, der Besitzungen in Sendenhorst, Altenberge, Everswinkel, Greven und Nordwalde geerbt hatte, war mit Christina von Kerckerinck verheiratet und ließ sich einem Stadthof in Münster nieder. Seine Schwester Kunigunde heiratete Heinrich von Drolshagen, seine Schwester Margaretha Bernd von Kerckerinck auf Haus Stapel.